# Kunming

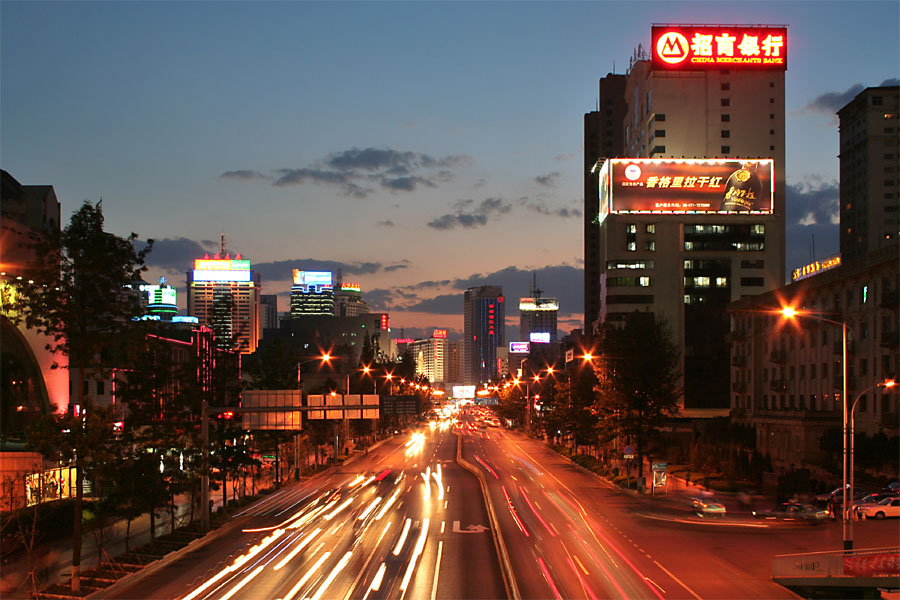
Kunming de nit

Kunming (xinès: 昆明, pinyin: Kūnmíng) és la capital i la ciutat més important de la província de Yunnan, a la República Popular Xina. Està situada a l'extrem nord del llac Dian.
Kunming es troba a una altitud de 1.900 msnm sobre el nivell del mar, just al nord del Tròpic de Càncer, i està situada al mig de l'altiplà de Yunnan-Guizhou. Kunming és la quarta ciutat més poblada de l'oest de la Xina, després de Chongqing, Chengdu i Xi'an, i la tercera ciutat més poblada del sud-oest de la Xina després de Chongqing i Chengdu. Segons el cens de 2020, la ciutat-prefectura de Kunming tenia una població total de 8.460.088 habitants, dels quals 5.604.310 vivien a la seva àrea urbanitzada (o metropolitana) formada per tots els districtes urbans menys Jinning. Gràcies al seu clima temperat se la coneix també com La ciutat de la Primavera (春城, chūnchéng).

## Història
Durant el període dels Regnes Combatents es va crear la ciutat primitiva de Kunming amb el nom de Dian. Es creu que Marco Polo va visitar la ciutat el segle xiii. Aquell segle la ciutat va ser presa per les tropes mongoles, que li van donar el seu nom actual. Al segle xiv, durant la dinastia Ming, Kunming va ser reconquerida. Es va construir una muralla que envoltava la ciutat, avui dia desapareguda.
El segle xix, Kunming va patir l'atac del líder rebel Du Wenxiu, que va assaltar la ciutat en diverses ocasions entre 1858 i 1868. Al segle xx el ferrocarril va tenir un paper important. A la dècada dels 80 Kunming va començar a transformar-se i a convertir-se en un important centre financer i comercial.

## Geografia
Situada en una conca fèrtil a la riba nord del llac Dian i envoltada de muntanyes al nord, oest i est, Kunming sempre ha tingut un paper fonamental en les comunicacions del sud-oest de la Xina. El llac Dian, conegut com "la perla de l'altiplà", és el llac més gran de Yunnan i el sisè llac d'aigua dolça més gran de la Xina. Té una superfície aproximada de 340 quilòmetres quadrats. El punt més alt de Kunming és el mont Jiaozi a Luquan amb una altitud de 4.247 metres, i el seu punt més baix és la conjunció del riu Xiao i el riu Jinsha al districte de Dongchuan, amb una altitud de 695 metres. La ciutat es troba a 1.891 msnm. Està protegida per les muntanyes que l'envolten per tres dels seus costats i el llac Dian, situat al sud de la metròpolis.

## Divisió administrativa
Kunming es divideix en 5 districtes, 1 ciutat de nivell municipal, 5 comtats i 3 comtats autònoms.
- Districte Panlong 盘龙区
- Districte Wuhua 五华区
- Districte Guandu 官渡区
- Districte Xishan 西山区
- Districte Dongchuan 东川区
- Ciutat d'Anning 安宁市
- Comtat Chenggong 呈贡县
- Comtat Jinning 晋宁县
- Comtat Fumin 富民县
- Comtat Yiliang 宜良县
- Comtat Songming 嵩明县
- Comtat autònom Shilin Yi 石林彝族 自治县
- Comtat autònom Luquan Yi i Miao 禄劝彝族苗族自治县
- Comtat autònom Xundian Hui i Yi 寻甸回族彝族自治县

## Clima
| Paràmetres climàtics mitjans de Kunmíng (1971−2000) | Paràmetres climàtics mitjans de Kunmíng (1971−2000) | Paràmetres climàtics mitjans de Kunmíng (1971−2000) | Paràmetres climàtics mitjans de Kunmíng (1971−2000) | Paràmetres climàtics mitjans de Kunmíng (1971−2000) | Paràmetres climàtics mitjans de Kunmíng (1971−2000) | Paràmetres climàtics mitjans de Kunmíng (1971−2000) | Paràmetres climàtics mitjans de Kunmíng (1971−2000) | Paràmetres climàtics mitjans de Kunmíng (1971−2000) | Paràmetres climàtics mitjans de Kunmíng (1971−2000) | Paràmetres climàtics mitjans de Kunmíng (1971−2000) | Paràmetres climàtics mitjans de Kunmíng (1971−2000) | Paràmetres climàtics mitjans de Kunmíng (1971−2000) | Paràmetres climàtics mitjans de Kunmíng (1971−2000) |
| Mes                                                 | Gen.                                                | Feb.                                                | Mar.                                                | Abr.                                                | Mai.                                                | Jun.                                                | Jul.                                                | Ago.                                                | Set.                                                | Oct.                                                | Nov.                                                | Des.                                                | Anual                                               |
| --------------------------------------------------- | --------------------------------------------------- | --------------------------------------------------- | --------------------------------------------------- | --------------------------------------------------- | --------------------------------------------------- | --------------------------------------------------- | --------------------------------------------------- | --------------------------------------------------- | --------------------------------------------------- | --------------------------------------------------- | --------------------------------------------------- | --------------------------------------------------- | --------------------------------------------------- |
| Font:                                               |                                                     |                                                     |                                                     |                                                     |                                                     |                                                     |                                                     |                                                     |                                                     |                                                     |                                                     |                                                     |                                                     |

## Llocs d'interès
- Museu provincial de Yunnan 云南省博物馆 i Museu municipal de Kunming 昆明市博物馆: col·leccions de bronzes, d'escultures budistes, etc.;
- Temple de Yuantong 圆通寺; és el major temple budista de la ciutat. Va ser construït al segle VIII durant la dinastia Tang. Conté nombrosos murals i teulades decorades amb motius religiosos.
- Parc del Llac Maragda 翠湖公园 i Parc de Daguanlou 大观楼公园;
- Temples dels Turons de l'Oest 西山.
- Temple d'Or (Jindian 金殿).
- Temple dels Bambús 筇竹寺, als afores de la ciutat; va ser construïda l'any 693 el que la converteix en el temple de major antiguitat de tota la província de Yunnan. El temple actual data de 1280, durant la dinastia Yuan. Va ser el primer dels temples en els quals es va practicar el budisme en la regió.
- Museu i Parc de les Minories de Yunnan 云南民族村，民族博物馆;
- Zoo municipal 昆明动物园;
- Mercat dels ocells (barri antic, encara preservat).